# Hyperoptica ptilocentra
Hyperoptica ptilocentra är en fjärilsart som beskrevs av Edward Meyrick 1934. Hyperoptica ptilocentra ingår i släktet Hyperoptica och familjen plattmalar. Inga underarter finns listade i Catalogue of Life.